# Umberto Quattrocchi
Umberto Quattrocchi (1947, Bérgamo, Italia) es un naturalista italiano. Recibió su licenciatura en ciencia política, su MD, y su especialización en obstetricia y ginecología todos de la Universidad de Palermo.
Es autor de numerosos libros y artículos políticos y botánicos, sus artículos sobre plantas y jardinería recientemente han sido publicados en Hortus y El Jardín, sus estudios en plantas y etnomedicina lo han llevado a zonas remotas del planeta.
En 1992 se retiró de la práctica de la medicina para realizar estudios en botánica y para continuar la docencia como profesor de ciencia política en la Universidad de Palermo. Sus intereses incluyen el jazz, la música clásica, coleccionar libros, y el cultivo de especies de plantas tropicales, subtropicales, y del desierto.
- La abreviatura «Quattrocchi» se emplea para indicar a Umberto Quattrocchi como autoridad en la descripción y clasificación científica de los vegetales.[2]

## Libros publicados
- Ingegneria genetica umana. Problemi e prospettive. Filosofia e pedagogia. Ed. Herbita, 392 pp. ISBN 887994083X, ISBN 9788879940832 1996

- Guía de plantas tropicales silvestres. Grandes Obras. Guías de la naturaleza. Con 	Enrico Banfi, tradujo Juan Vivanco. Ed. Grijalbo, 256 pp. ISBN 8425331501, ISBN 9788425331503 1997

- Simon & Schuster Guide to Hardy Tropical Plants: With 179 Full-Color Photographs of Over 175 Varieties 176 pp. Touchstone, ISBN 0684844990, ISBN 9780684844992 jun 1998

- CRC World Dictionary of Plant Names: Common Names, Scientific Names, Eponyms, Synonyms, and Etymology 29 nov 1999

- CRC World Dictionary of Grasses: Common Names, Scientific Names, Eponyms, Synonyms, and Etymology 3 vols. 26 abr 2006

- CRC World Dictionary of Medicinal and Poisonous Plants: Common Names, Scientific Names, Eponyms, Synonyms, and 3 de may 2012

## Honores

### Membresías
- Real Sociedad de Horticultura
- Sociedad Botánica de América
- Sociedad Linneana de Londres[1]